# 来見村
来見村（くるみむら）は、広島県神石郡にあった村。現在の神石郡神石高原町の一部にあたる。

## 地理
吉備高原に位置していた。

## 歴史
- 1889年（明治22年）4月1日、町村制の施行により、神石郡坂瀬川村、時安村、井関村・大矢村が合併して村制施行し、来見村が発足[1][2]。
- 1955年（昭和30年）3月31日、神石郡小畠村、高蓋村と合併し、町制施行し三和町を新設して廃止された[1][2]。

### 地名の由来
合併村のうち、人口の約半分を占めていた時安村の旧名・胡桃村による。

## 産業
- 農業、コンニャクイモ、葉煙草、和牛[1]